# Ванкувер канакси
Ванкувер канакси (енгл. Vancouver Canucks) су канадси хокејашки клуб из Ванкувера. Клуб утакмице као домаћин игра у Роџерс арени капацитета 18.630 места. Такмиче се у Националној хокејашкој лиги (НХЛ).

## Историја
Клуб се такмичи у Пацифик дивизији Западне конференције. Боја клуба је плава, зелена, сива и бела.
Клуб је основан 1945. године као аматерски клуб и играо је у нижим лигама. Ванкувер се од 1970. године почео такмичити у Националној хокејашкој лиги.
Канакси до сада нису освојили ниједан Стенли куп, иако су три пута играли у финалу. Два пута су били шампиони Западне конференције (1981/82, 1993/94).

## Дворана
Роџерс арена (енгл. Rogers arena) је вишенаменска спортска дворана у Ванкуверу. Капацитет дворане за хокеј је 18.910 места
Изградња дворане је почела 1. јула 1993. године, а завршена је 25. септембра 1995. године. Изградња дворане је коштала 160 милиона долара.
До сада је неколико мута мењала назив. У периоду од 1995. до 2010. носила је назив Џенерал моторс плејс, а за верме Олимпијских игара 2010. звала се Канада хокеј плејс. Данашњи назив носи од 2010. године.

## Трофеји
- Западна конференција:
  - Првак (3) : 1981/82, 1993/94, 2010/11.

- Пацифик дивизија:
  - Првак (11) : 1974/75, 1991/92, 1992/93, 2003/04, 2006/07, 2008/09, 2009/10, 2010/11, 2011/12, 2012/13, 2023/24.

- Председнички трофеј:
  - Првак (2) : 2010/11, 2011/12.

## Повучени бројеви играча
| Повучени бројеви играча |                |          |                  |                   |
| Број                    | Играч          | Позиција | Каријера         | Датум повлачења   |
| 10                      | Павел Буре     | Н        | 1991–98          | 2. новембар 2013  |
| 12                      | Стен Смил      | Н        | 1978–91          | 3. новембар 1991  |
| 16                      | Тревор Линден  | Н        | 1988–98, 2001–08 | 17. децембар 2008 |
| 19                      | Маркус Наслунд | Н        | 1996–2008        | 11. децембар 2010 |
| 22                      | Данијел Седин  | Н        | 2000–18          | 12. фебруар 2020  |
| 33                      | Хенрик Седин   | Н        | 2000–18          | 12. фебруар 2020  |
| 99 1                    | Вејн Грецки    | Н        | -                | 6. фебруар 2000   |

Напомена:
- 1 Грецки није играо за Канаксе, али је НХЛ повукао дрес са бројем 99 за све тимове